# Elisabeth Etz
Elisabeth Etz (* 9. April 1979 in Wien) ist eine österreichische Kinder- und Jugendbuchautorin.

## Leben
Elisabeth Etz studierte Germanistik und Deutsch als Fremdsprache in Wien und Berlin. Nach Studien- und Arbeitsaufenthalten in Berlin und Istanbul lebt sie seit einigen Jahren wieder in ihrer Heimatstadt Wien, wo sie als freie Autorin und im Flüchtlingsdienst für die Diakonie arbeitet.

## Werke
- Vorurteile, oder was? Jugendbuch. Buchklub, Wien 2008, ISBN 978-3-902201-25-6.
- Wenn man jemanden liebt. Bilderbuch. Betz, Wien 2009, ISBN 978-3-219-11346-4.
- Wir entdecken die Türkei. Kindersachbuch. Illustrationen von Thilo Krapp. Betz, Wien 2011, ISBN 978-3-219-11470-6.
- Status: Karibik. Jugendbuch. Buchklub, Wien 2012.
- Das Liebhabe-Monster. Kinderbuch. G&G, Wien 2015, ISBN 978-3-7074-1855-2.
- Alles nach Plan. Jugendbuch. Zaglossus, Wien 2015, ISBN 978-3-902902-31-3.
- Neun Meerschweinchen und ein fieser Fall. Kinderbuch. Wien, G&G Verlag: 2017, ISBN 978-3-7074-2064-7.
- Nach vorn. Jugendbuch. Tyrolia, Wien 2018, ISBN 978-3-7022-3700-4.
- Morgen ist woanders. Jugendbuch. Tyrolia, Wien 2019, ISBN 978-3-7022-3803-2
- Ein Baum kommt selten allein. Leykam Verlag, Wien/Graz 2022, ISBN 978-3-7011-8234-3
- Kurzgeschichten in diversen Anthologien
- Mitarbeit im Redaktionsteam des Kindermagazins YEP des Österreichischen Buchklubs

## Auszeichnungen
- DIXI Kinderliteraturpreis 2004
- 1-monatiges Arbeitsstipendium des österreichischen Bundesministeriums für Unterricht, Kunst und Kultur (BMUKK) 2007
- 6-monatiges Mira-Lobe-Stipendium des BMUKK 2007, 2009, 2010 und 2019
- Aufnahme des Jugendbuchs Vorurteile, oder was?  in die Kollektion des Österreichischen Kinder- und Jugendbuchpreises 2009
- Kranichsteiner Jugendliteratur-Stipendium 2016 des Deutschen Literaturfonds und des Arbeitskreises für Jugendliteratur[2] für das Jugendbuch Alles nach Plan
- dritter Platz bei Wortlaut 2016, dem FM4 Kurzgeschichtenwettbewerb des Österreichischen Rundfunks[3], für Nach vorn (Kurzgeschichte)
- Kinder- und Jugendbuchpreis des Landes Steiermark 2016 für das Manuskript Morgen ist woanders[4]
- Wissenschaftsbuch des Jahres 2023 für Ein Baum kommt selten allein
- Österreichischer Kinder- und Jugendbuchpreis 2023 für Ein Baum kommt selten allein mit Nini Spagl[5]